# Zgornja Ščavnica
Zgornja Ščavnica je naselje v Občini Sveta Ana.